# Lena Nevander Friström
Lena Ann-Charlotte Nevander Friström, född 3 mars 1954 i Lomma, död 25 februari 2008 i Gårdeby församling, var en svensk psykoterapeut, författare och föreläsare.   
Hon medverkade i tidningen Leva! där hon coachade om arbetsliv. 
Den 12 juli 2007 var hon sommarpratare i Sveriges Radio P1. Nevander Friström är gravsatt i minneslunden på Lomma kyrkogård.